# Salling Efterskole
Salling Efterskole (tidligere Salling Ungdomsskole) ligger i Jebjerg i Salling og har eksisteret som ungdomsskole siden 1921. Skolen lægger vægt på gymnastik og har deltaget i forskellige opvisninger. 
I 2014 kunne skolen indvie et nyt 800 m2 springcenter. Springcentret indeholder 3 stortrampoliner, 2 springgrave, en fasttrack og en pomfritgrav. 

## Linjefag
Skolen udbyder en række linjefag, som eleverne har 3 lektioner om ugen i. Skolen har to linjefagsperioder i løbet af året. Følgende linjefag udbydes:
- Fitness og adventure
- Spring
- Rytme og dans
- Fodbold
- E-sport
- Design
- Musik
- Animation og mediedesign
- Sundhed, mad og motion

## Indkvartering
Eleverne på Salling bor i fritliggende huse på værelser med mellem 2 og 4 personer. På de nye gange er der bad på værelset, hvor der på de gamle er fællesbad. De fleste gange er blandet piger og drenge. 
- Trelleborg - ny
- Fyrkat - ny
- Aggersborg - ny
- Urd - gammel
- Ask - gammel
- Birkely - gammel
- Rosenborg - gammel

## Historie
Skolen er indrettet i den tidligere Salling Højskoles (1884-1919) bygninger. Højskolen startede i byens tidligere mejeri. I 1921 startede Salling Ungdomsskole.
- Mindesten foran skolen
- Det tidligere mejeri på stedet